# 中华航空大厦

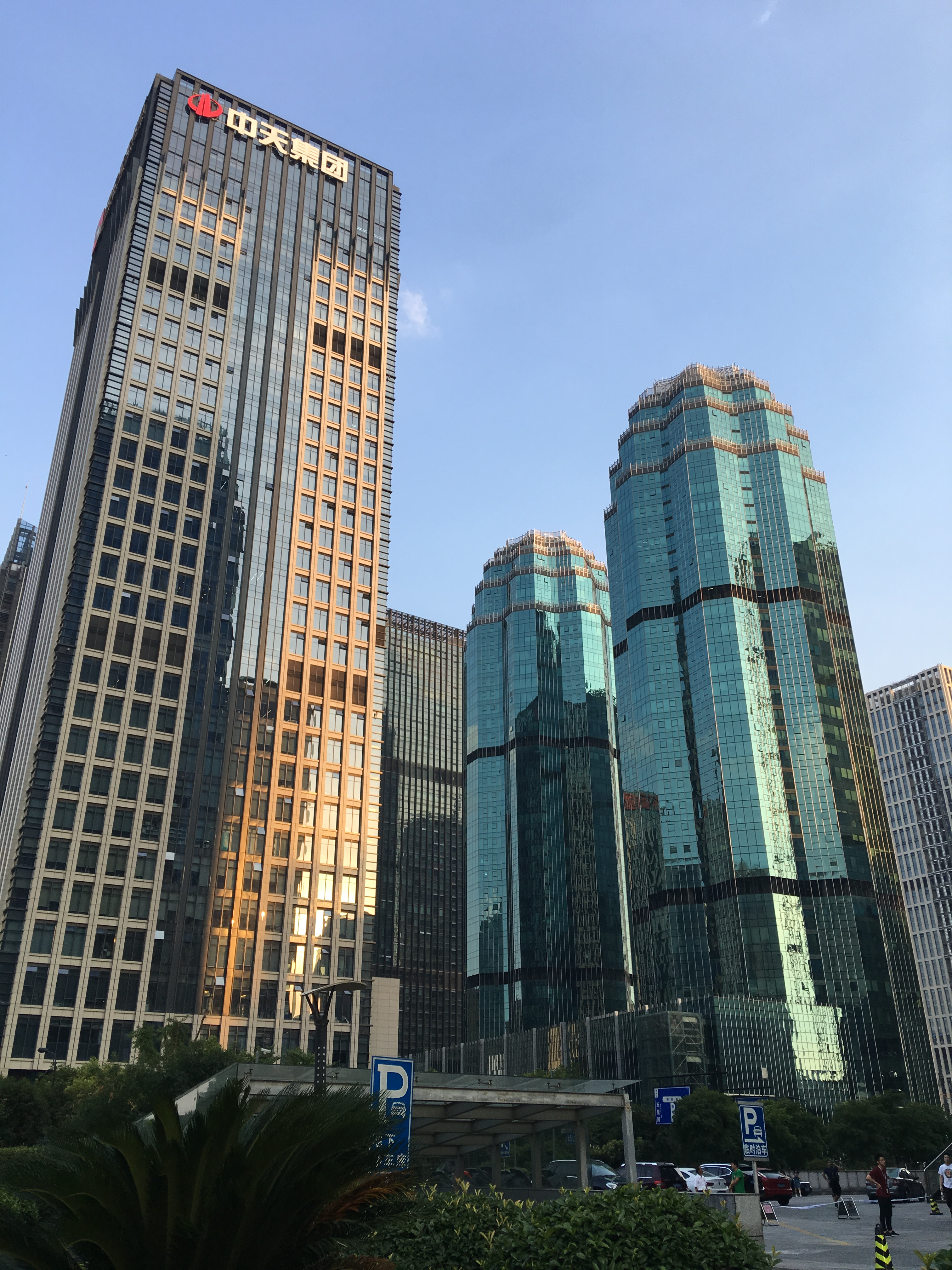
中华钱塘航空大厦（右侧）

中华航空大厦，又称中华钱塘航空大厦，是位于杭州市钱江新城的高层商业、写字楼，由两幢高156米37层的花式塔楼组成，为浙江钱塘航空实业有限公司总部。

## 简介
大厦地处市民路与森林路交叉处，位于杭州电信大厦以东150米。总建筑面积139446平米，其中地上面积102715平米。底部1至4楼为裙楼，1号楼以大空间办公为主，2号楼以套间办公为主。